# Brandon Childress
Brandon Reginald Childress (Detroit, 31 agosto 1997) è un cestista statunitense.

## Statistiche

### NCAA
| Anno      | Squadra           | PG  | PT | MP   | TC%  | 3P%  | TL%  | RP  | AP  | PRP | SP | PP   |
| --------- | ----------------- | --- | -- | ---- | ---- | ---- | ---- | --- | --- | --- | -- | ---- |
| 2016-2017 | W.F. Dem. Deacons | 33  | 0  | 21,5 | 35,6 | 35,1 | 77,4 | 2,2 | 2,2 | 0,8 | 0  | 6,6  |
| 2017-2018 | W.F. Dem. Deacons | 30  | 5  | 26,2 | 37,9 | 37,9 | 83,8 | 2,7 | 3,6 | 1,0 | 0  | 9,1  |
| 2018-2019 | W.F. Dem. Deacons | 31  | 30 | 36,4 | 38,3 | 36,8 | 79,6 | 3,8 | 4,0 | 1,5 | 0  | 14,7 |
| 2019-2020 | W.F. Dem. Deacons | 30  | 30 | 35,4 | 40,4 | 32,5 | 80,9 | 3,0 | 4,6 | 1,2 | 0  | 15,6 |
| Carriera  | Carriera          | 124 | 65 | 29,7 | 38,5 | 35,5 | 80,3 | 2,9 | 3,6 | 1,1 | 0  | 11,4 |